# Бурая синичья славка
Бурая синичья славка (лат. Curruca lugens) — вид новонёбных птиц из семейства славковых. Распространён в Африке. Обитают на пахотах, засушливых саваннах и тропических и субтропических засушливых лесах, на высоте от 1400 до 3700 метров над уровнем моря. Живут поодиночке или парами. Часто их можно заметить на высоких акациях. Длина тела птиц около 13 см. Пение: сложная, бессвязная медленная и ленивая трель - «свии-сиит-с-свии-вии», и монотонное громкое «ч-вии ч`вии».
Известно 5 подвидов:
- Curruca lugens griseiventris — горы Бейл (юг центральной Эфиопии)[1];
- Curruca lugens jacksoni — южный Судан и Уганда (горы Дидинга и Иматонг), Кения, север Танзании, северо-восток Конго (нагорья Марунгу) и Малави[1];
- Curruca lugens lugens — Эфиопское нагорье (кроме гор Бейл)[1].
- Curruca lugens clara
- Curruca lugens prigoginei